# Charles Gustave Jacob Jacobi
Pour les articles homonymes, voir Jacobi.
Charles Gustave Jacob Jacobi, ou Carl Gustav Jakob Jacobi (10 décembre 1804 - 18 février 1851), est un mathématicien prussien surtout connu pour ses travaux sur les intégrales elliptiques, les équations aux dérivées partielles et leur application à la mécanique analytique.

## Biographie
Né à Potsdam et issu d'une famille juive assimilée, son père est le banquier personnel du roi de Prusse Frédéric-Guillaume III et sa mère, née Rachel Lehmann, s'occupe du train de vie de la maison. Il étudie  à l'université de Berlin, où il obtient son doctorat en 1825, à peine âgé de 21 ans.
Sa thèse est une discussion algébrique de la décomposition en éléments simples des fractions rationnelles. En 1829, il devient professeur de mathématiques à l'université de Königsberg, et ce jusqu'en 1842.
Il fait une dépression et voyage en Italie en 1843. À son retour, il déménage à Berlin où il vit comme pensionnaire royal jusqu'à sa mort par variole.
Il est le frère du physicien Moritz von Jacobi, découvreur de la galvanoplastie.

## Travaux
Jacobi a écrit un traité classique sur les fonctions elliptiques, d'une importance capitale en physique mathématique pour l'intégration des équations du second ordre tirées de la conservation de l'énergie cinétique. En effet, dans les trois cas où les équations du mouvement, mises sous forme rotationnelle, sont intégrables :
- pendule ;
- toupie symétrique (en) dans un champ gravitationnel ;
- et corps tournant librement,

les solutions s'expriment explicitement à l'aide des fonctions elliptiques.
Jacobi est aussi le premier mathématicien à appliquer les fonctions elliptiques à la théorie des nombres, prouvant par exemple le théorème des nombres polygonaux annoncé sans preuve par Fermat. Il donne de nouvelles preuves de la loi de réciprocité quadratique, et y apporte des généralisations ; pour ce faire, il introduit ce qui aujourd'hui est connu sous le nom de sommes de Jacobi (en). La fonction thêta de Jacobi, si fréquemment appliquée dans l'étude des séries hypergéométriques, porte son nom. Il en a donné l'équation fonctionnelle.
Ses recherches dans les fonctions elliptiques, théorie pour laquelle il établit de nouvelles bases, et plus particulièrement le développement de la fonction thêta, apparaissent dans ses grands traités Fundamenta nova theoriae functionum ellipticarum (en) (Königsberg, 1829), et dans les articles ultérieurs du Journal für die reine und angewandte Mathematik (couramment appelé Journal de Crelle). Elles constituent l'une de ses plus grandes découvertes dans le domaine de l'analyse mathématique.
Dans une autre branche des mathématiques, il a mené des recherches approfondies sur les équations différentielles, en particulier la théorie du dernier multiplicateur, laquelle est soigneusement traitée dans son Vorlesungen über Dynamik, édité par Alfred Clebsch (Berlin, 1866).
C'est surtout en analyse que Jacobi apporte de nombreuses contributions, avec des applications aux autres domaines des mathématiques, comme le montre la longue liste de ses publications dans le Journal de Crelle ou dans d'autres journaux. Il est l'un des fondateurs de la théorie des déterminants. En particulier, il invente le déterminant de la matrice (dite jacobienne) formée par les n2 dérivées partielles de n fonctions données de n variables indépendantes. Son déterminant, le déterminant jacobien est crucial dans le calcul infinitésimal.
Dans un article de 1834, Jacobi démontre que :

« Si une fonction analytique d'une variable complexe est périodique, alors elle a au plus deux périodes indépendantes. Dans ce cas, le quotient de ces périodes n'est pas un nombre réel. »

Ces fonctions doublement périodiques sont des fonctions elliptiques.
Jacobi a réduit l'équation quintique générale à la forme x5 - 10 q2x = p. Ses présentations sur les « transcendants abéliens » sont tout aussi remarquables, tout comme ses recherches sur la théorie des nombres, où il a surtout complété les travaux de Gauss.
La théorie planétaire et d'autres problèmes dynamiques particuliers ont occupé son attention de temps en temps. Pendant qu'il contribue à la mécanique céleste, il introduit la jacobienne pour un système de coordonnées sidérales.
Il a laissé une grande quantité de manuscrits dont une partie a été publiée irrégulièrement dans le Journal de Crelle. Ses autres travaux comprennent Comnienlatio de transformatione integralis duplicis indefiniti in formam simpliciorem (1832), Canon arithmeticus (en) (1839), et Opuscula mathematica (1846-1857). Ses œuvres complètes (Gesammelte Werke) (1881-1891) ont été publiées par l'Académie de Berlin. Sa réalisation la plus connue est probablement la théorie de Hamilton-Jacobi de la mécanique newtonienne.
L'identité de Jacobi apparaît dans l'étude des algèbres de Lie ; le jacobien est incontournable dans l'étude des équations différentielles ; le symbole de Jacobi est toujours utilisé en théorie des nombres et même en cryptographie (domaine postérieur au XIXe siècle).
Jacobi a aussi décrit l'algorithme hongrois pour le problème d'affectation.

## L'honneur de l'esprit humain
Dans une lettre du 2 juillet 1830 adressée à Adrien-Marie Legendre, Jacobi écrit : « M. Fourier avait l’opinion que le but principal des mathématiques était l’utilité publique et l’explication des phénomènes naturels ; mais un philosophe comme lui aurait dû savoir que le but unique de la science, c’est l’honneur de l’esprit humain, et que sous ce titre, une question de nombres vaut autant qu’une question du système du monde. »
L'expression est restée et renvoie à un débat toujours d'actualité.

## Hommages
- Sur la Lune, le cratère Jacobi (en) porte son nom.
- Un astéroïde de la ceinture principale, découvert le 8 mars 1997 porte son nom : le (12040) Jacobi.
- Par décision du Sénat de Berlin, la dernière demeure de Carl Gustav Jacob Jacobi (tombe DV2-SA-1T) a été consacrée comme tombe honorifique du Land de Berlin (de) depuis 1980. La consécration a été prolongée en novembre 2001 de la durée désormais habituelle de vingt ans.